# 무지개기

프리즘과 비프리즘 무지개 색을 사용한 깃발 그림

무지개기(Rainbow flag)는 무지개색으로 된 기이다. 성소수자의 상징이기도 하고 평화기(Peace flag)의 상징이기도 하다.

## 성소수자의 상징
LGBT(레즈비언, 게이, 양성애자, 트랜스젠더)의 존엄과 LGBT 사회 운동을 상징하는 기로 쓰이는 경우, 기에 사용된 색상은 LGBT 커뮤니티의 다양성을 나타내고, 퀴어 퍼레이드에서 흔히 볼 수 있다. 1978년 미국 샌프란시스코의 예술가 길버트 베이커(Gilbert Baker)가 디자인했다. 처음 만들어졌을 때에는 빨강, 주황, 노랑, 초록, 파랑, 남색, 보라의 무지개색에 분홍을 더한 8색 무지개기를 썼으나, 현재에는 빨강, 주황, 노랑, 초록, 파랑, 보라의 7색 무지개기가 쓰인다.

## 평화의 상징
평화기로 쓰이는 무지개기는 1960년대에 이탈리아에서 고안되어 2003년 이라크 전쟁 시작을 전후하여 전세계에서 사용하게 되었다.무지개를 나타내는 7색을 보라색을 맨 상단에 두고 빨간색을 맨 하단에 두는 배치 방식을 사용하였으나 이 역시 남색을 제외한 6색기로 바뀌었다.
가운데에 흰색으로 "평화"를 의미하는 단어를 배치한 디자인이 가장 일반적이다. 그러나 디자인에 명확한 규정이 있는 것은 아니고, 많은 개인과 단체가 제작하고 있기 때문에 다양한 디자인 차이가 있다. 중앙 부근에 배치하는 문자로 이탈리아어에서 평화를 뜻하는 단어인 '파체'(이탈리아어: PACE)가 가장 널리 사용된다. 이 평화기는 각지에서 발달함에 따라 다양한 언어를 사용하여 '평화'에 해당하는 단어를 장식 한 것이 제작되었다. 서체도 다양하다.